# Грицкова, Инесса Александровна
Инесса Александровна Грицкова — доктор химических наук, профессор, заслуженный деятель науки РФ, лауреат премии имени С. В. Лебедева.
Родилась 14.11.1933.
Окончила Московский институт тонкой химической технологии им. М. В. Ломоносова (инженер химик-технолог по специальности «Химическая технология синтетического каучука») и его аспирантуру, в 1964 г. защитила кандидатскую диссертацию на тему «Полимеризация стирола в присутствии неионных эмульгаторов».
Работает там же на Кафедре химии и технологии высокомолекулярных соединений имени С. С. Медведева (ХТВМС). Курсы:
- Методы исследования полимеров,
- Физико-химические методы исследования полимеров,
- Теоретические основы синтеза полимеров,
- Специальные главы химии,
- Последние достижения в области высокомолекулярных соединений,
- Новейшие достижения в области высокомолекулярных соединений,
- Методы исследования и идентификации полимеров,
- Оптимизация химико-технологических процессов.

В 1979 г. защитила докторскую диссертацию на тему «Эмульсионная полимеризация мало растворимых в воде мономеров».
Соавтор учебных пособий:
- Полимеры для фармацевтической технологии: учебное пособие. Константин Викторович Алексеев Инесса Александровна Грицкова, Станислав Анатольевич Кедик. Издательство не указано, 2011 — Всего страниц: 512
- Новейшие достижения в гетерофазной полимеризации. Под редакцией профессора С.А. Кедика. -  М., 2018, 348 с.

Лауреат премии имени С. В. Лебедева РАН (2016) — за цикл работ «Новые подходы к синтезу монодисперсных функциональных полимерных микросфер и их биомедицинское применение».
Заслуженный деятель науки РФ (1999). Решением Ученого совета МИТХТ 27 октября 2008 года Грицковой Инессе Александровне присуждено звания почетного профессора МИТХТ им. М.В. Ломоносова.